# Václav Salášek
Václav Salášek (25. září 1834 Chrudim – 28. června 1890 Chrudim) byl rakouský podnikatel a politik z Čech, v 2. polovině 19. století poslanec Říšské rady.

## Biografie
Roku 1856 převzal po otci vinárnu v Chrudimi. Od roku 1860 zasedal v obecním výboru. Byl aktivní ve spolkovém životě. Působil u místních divadelních ochotníků, byl místopředsedou Měšťanské besedy, spoluzakládal pěveckou jednotu Slavoj a humoristickou stolní společnost Kosů chrudimských.
Působil i jako poslanec Říšské rady (celostátního parlamentu Předlitavska), kam usedl ve volbách roku 1885 za kurii obchodních a živnostenských komor v Čechách, obvod Praha. V parlamentu zasedal do své smrti roku 1890. Ve volebním období 1885–1891 se uvádí jako Wenzel Salášek, spolumajitel cukrovaru, bytem Chrudim.
Na Říšské radě se přidal k Českému klubu, který od konce 70. let sdružoval staročechy, mladočechy, českou konzervativní šlechtu a moravské národní poslance. Sám byl členem staročeské strany.
Byl švagrem plzeňského starosty Karla Houšky. Zemřel v červnu 1890.